# Jamela Seedat
Jamela Seedat ist eine Medizinerin und Redakteurin.
Sie legte 1993 ihr medizinisches Staatsexamen bei der Humboldt-Universität zu Berlin ab und promovierte dort 1996 auf 67 Seiten zum Thema „Vitamin-D-Rezeptor-Gen-Polymorphismus in verschiedenen ethnischen Populationen und bei zwei Erkrankungen, die mit verminderter Knochendichte einhergehen“.
Seedat ist seit Januar 2007 Chefredakteurin der vom Robert Koch-Institut herausgegebenen Zeitschrift Epidemiologisches Bulletin (derzeit nicht im Dienst) und löste damit Wolfgang Kiehl ab. Außerdem sitzt sie für Deutschland im Editorial Board der Zeitschrift Eurosurveillance des Europäischen Zentrums für die Prävention und die Kontrolle von Krankheiten.

## Veröffentlichungen
- Vitamin-D-Rezeptor-Gen-Polymorphismus in verschiedenen ethnischen Populationen und bei zwei Erkrankungen, die mit verminderter Knochendichte einhergehen. Dissertation, Humboldt-Universität zu Berlin, 1996, 67 S.
- Zusammen mit Günther Zick, Ingo Klare, Carola Konstabel, Norbert Weiler, Hany Sahly: Rapid Emergence of Resistance to Linezolid during Linezolid Therapy of an Enterococcus faecium Infection. In: Antimicrobial Agents and Chemotherapy. Band 50, Nr. 12. 2006, doi:10.1128/AAC.00518-06, S. 4217–4219.
- Wissenschaftliches Publizieren ‐ Wie kann ich meine Arbeitsergebnisse anderen mitteilen? Bundesinstitut für Risikobewertung (Hrsg.). 2017 (bfr.bund.de).
- 20 Jahre Epidemiologisches Bulletin – Zeit für eine Bestandsaufnahme. In: Das Gesundheitswesen. Band 79, Nr. 4. Thieme, 2017, doi:10.1055/s-0037-1602022.
- Am 19. März 2019 erstmals Tag des Gesundheitsamtes. In: Epidemiologisches Bulletin. Nr. 10. 2019, doi:10.25646/5929, S. 89 f.